# Warren Zaïre-Emery
Warren Zaïre-Emery (ur. 8 marca 2006 w Montreuil) – francuski piłkarz pochodzenia martynikańskiego, występujący na pozycji pomocnika w klubie Paris Saint-Germain oraz w reprezentacji Francji.

## Kariera klubowa

### Początki
Warren Zaïre-Emery podstaw futbolu uczył się w klubie FCM Aubervilliers, miejscowości na przedmieściach Paryża.

### Paris Saint-Germain F.C.
6 sierpnia 2022 roku Zaïre-Emery zadebiutował w drużynie seniorów PSG w Ligue 1 jako rezerwowy w wygranym 5:0 ligowym meczu na wyjeździe z Clermont. Jego debiut w wieku 16 lat i 151 dni uczynił go najmłodszym zawodnikiem, który pojawił się w oficjalnym meczu klubu. Rekord ten wcześniej należał do El Chadaille Bitshiabu.
6 stycznia 2023 został w wieku 16 lat, 9 miesięcy i 29 dni najmłodszym zawodnikiem w historii PSG, który rozpoczął spotkanie w podstawowym składzie (grał cały mecz). Stało się to w meczu 1/32 finału pucharu Francji przeciwko LB Châteauroux.
1 lutego 2023 roku w meczu wyjazdowym przeciw Montpellier HSC strzelił trzeciego gola dla Paris Saint-Germain F.C. po tym jak wszedł na boisko w 70. minucie zmieniwszy portugalskiego pomocnika Vitinhę. W ten sposób Warren Zaïre-Emery (16 lat, 10 miesięcy i 24 dni) został najmłodszym strzelcem bramki w historii paryskiego klubu, wyprzedzając nigeryjskiego napastnika Bartholomew Ogbeche, który strzelił gola w meczu z FC Nantes w wieku 17 lat i 55 dni 25 listopada 2001 roku.

## Kariera reprezentacyjna
Warren Zaïre-Emery jest reprezentantem Francji, występował w drużynach do lat 16, 17, 18, 19 i 21. W seniorskiej kadrze zadebiutował 18 listopada 2023 w wygranym 14:0 meczu eliminacji do Euro 2024 z Gibraltarem, w którym strzelił gola, a nieco później zszedł z boiska w wyniku kontuzji.

## Życie osobiste
Warren Zaïre-Emery urodził się we Francji, jednak ma pochodzenie martynikańskie. Jego ojciec był również piłkarzem, grał w drużynie Red Star FC. Dorastał w podparyskiej miejscowości Romainville.